# سیگوارد اریکسون
سیگوارد اریکسون (انگلیسی: Sigvard Ericsson; ۱۷ ژوئیهٔ ۱۹۳۰ – ۲ نوامبر ۲۰۱۹) اسکیت‌باز سرعت اهل سوئد بود.